# 頴娃駅
頴娃駅（えいえき）は、鹿児島県南九州市頴娃町郡にある、九州旅客鉄道（JR九州）指宿枕崎線の駅である。駅アイコンはお茶の葉と湯呑み。

## 歴史
- 1960年（昭和35年）3月22日：国鉄指宿線（現・指宿枕崎線）の駅として開設[1]。旅客駅。
- 1963年（昭和38年）10月31日：指宿線が指宿枕崎線へ編入、同線の駅となる[1]。
- 1987年（昭和62年）4月1日：国鉄分割民営化に伴い、JR九州の駅となる[1]。

## 駅構造
単式ホーム1面1線を有する地上駅。
無人駅。有人駅時代には駅舎があったが、既に解体され、吹きさらしのホームと短い旅客上屋のみとなっている。

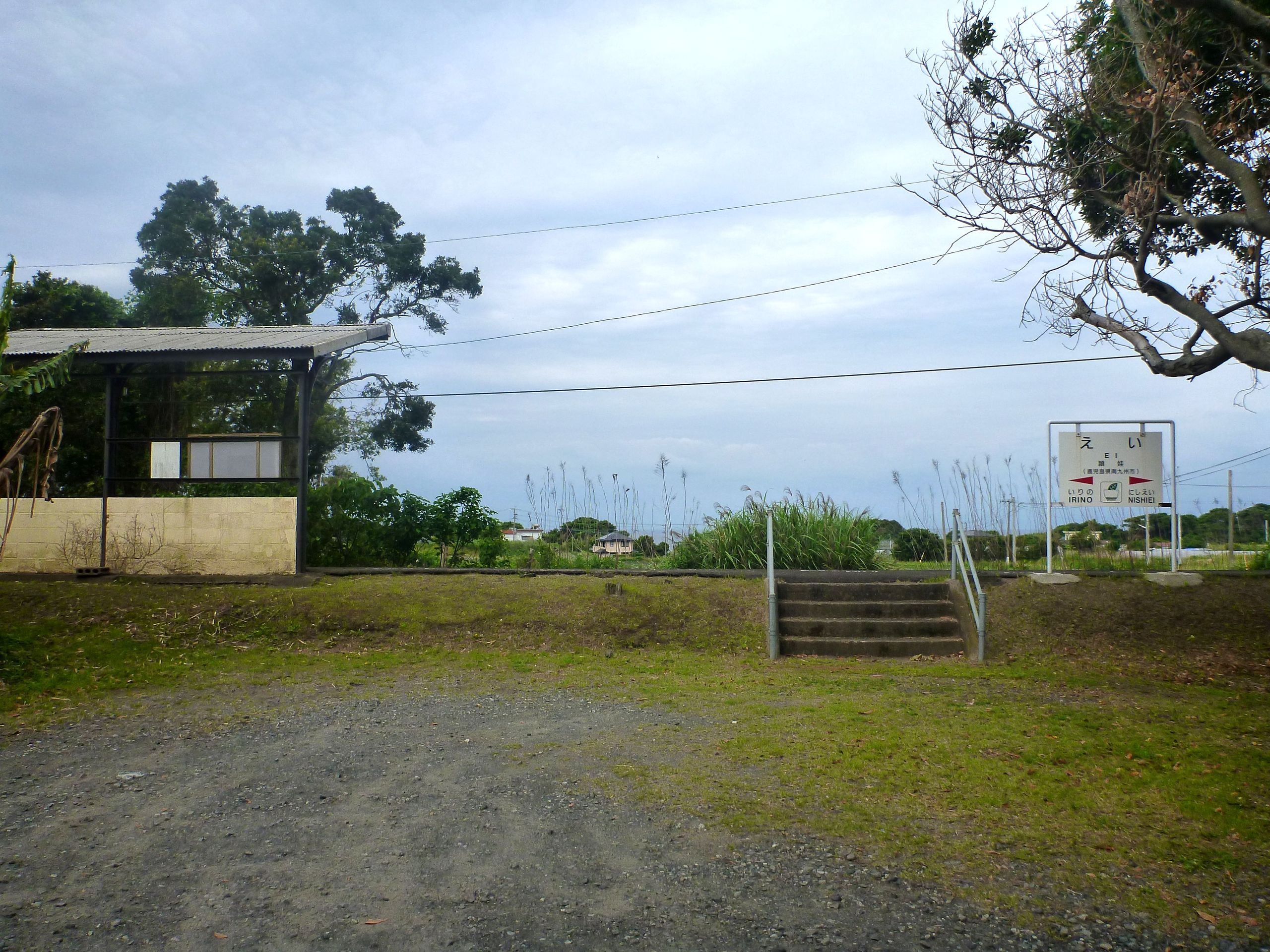
駅前（2018年5月）
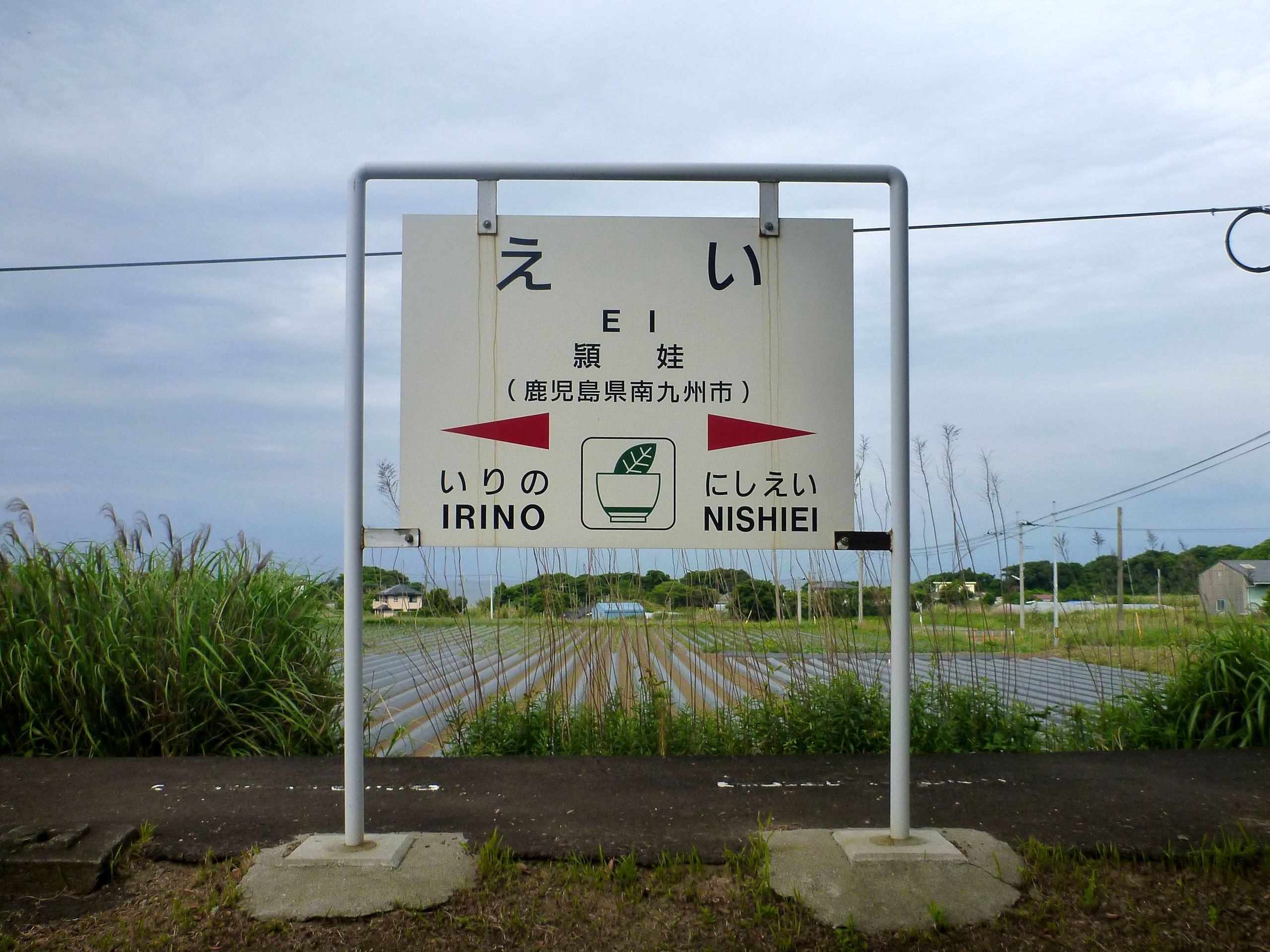
オリジナルイラスト入りの駅名標（2018年5月）

## 利用状況
- 2015年度の1日平均乗車人員は4人である。

| 年度 | 1日平均 乗車人員 | 1日平均 乗降人員 |
| ---- | ---------------- | ---------------- |
| 2007 | 10               | 21               |
| 2008 | 11               | 22               |
| 2009 | 13               | 27               |
| 2010 | 10               | 21               |
| 2011 | 14               | 28               |
| 2012 | 6                | 12               |
| 2013 | 6                | 12               |
| 2014 | 5                | 10               |
| 2015 | 4                | 9                |

## 駅周辺
頴娃の名を持つが頴娃地区の中心部は西頴娃駅附近にあり、周辺は田園地帯の広がるのどかなところである。
- 頴娃郵便局
- 南九州市立頴娃小学校
- 国道226号
- 南九州警察署頴娃交番
- せびら自然公園
- 前原海岸

## その他
- 頴娃駅[ei]は、[ao]の粟生駅や[oe]の小江駅や[ii]の飯井駅と共に、ヘボン式ローマ字表記で駅名が最短である。なお音節数で最短なのは津駅である（訓令式ローマ字であれば、津もtuと表され、同数1位となる）。
- 入野駅からの線路は、海抜が更に下がり、山川駅以来の海岸に近い場所を通る。また何とか避けていた断層崖（鬼門平）が当駅手前では海岸まで達するようになるため、3本の連続したトンネルでこれを抜けている。その刹那の橋梁上からは、太平洋の荒波が岩に当たりしぶきを上げる景勝地である瀬平海岸を望むことが出来る。また頴娃駅に近い前原海岸は、東シナ海の高波を利用してサーフィンを楽しむ人達に人気がある。

## 隣の駅
九州旅客鉄道（JR九州）
■指宿枕崎線
入野駅 - 頴娃駅 - 西頴娃駅